# برگ افرا

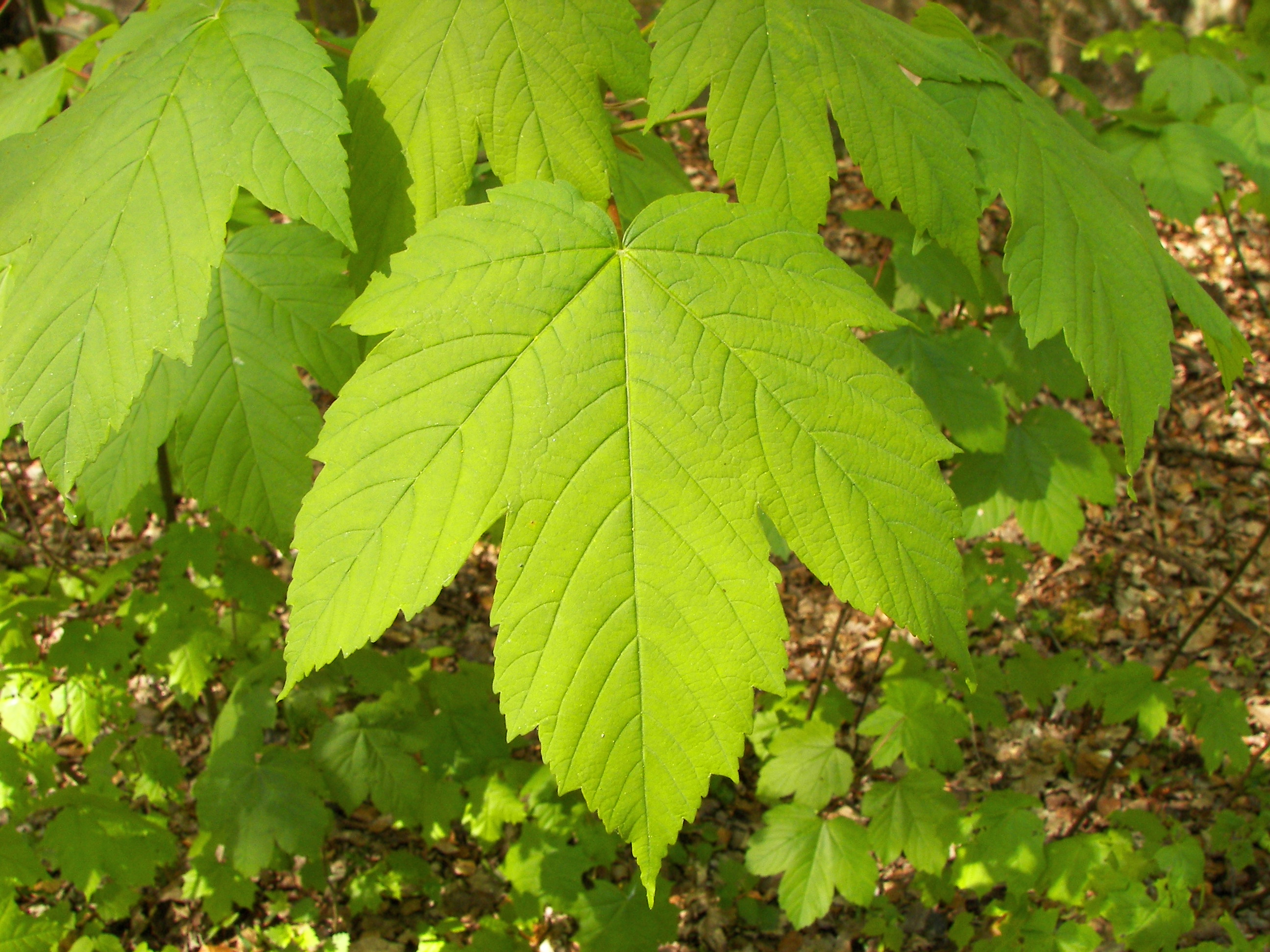
برگ افرای شبه‌چناری

برگ افرا (انگلیسی: Maple leaf) برگ درخت افراست. این برگ نماد ملی کشور کانادا است و بیش از هر چیز به همین دلیل شناخته شده‌است. تاریخچه استفاده از آن به عنوان نماد به اوایل قرن ۱۸ که کانادا تحت حکومت فرانسوی‌ها بود، می‌رسد.